# Yves Binon
Pour les articles homonymes, voir Binon.
Yves J.J. Binon, né le 7 mai 1964 à Mont-sur-Marchienne est un homme politique belge wallon, membre du MR.
Il est également électricien – frigoriste – chauffagiste, chef d'entreprise.

## Fonctions politiques
- 1er janvier 2001 - 31 décembre 2024 : bourgmestre de Ham-sur-Heure-Nalinnes
- 23 juin 2009 - 18 juin 2014 : député au Parlement wallon et à la Communauté française de Belgique (touché par le décret décumul, il cède sa place)